# مایلیا
مایلیا (به لاتین: Milia, Famagusta) یک منطقهٔ مسکونی در قبرس است که در ناحیه فاماگوستا واقع شده‌است.